# Aulus Terentius Varro Murena
Aulus Terentius Varro Murena (* wohl 56 v. Chr.; † 24 v. Chr.) war ein römischer General und Politiker.
Er war der leibliche Sohn von Aulus Terentius Varro und adoptierter Bruder von Lucius Licinius Varro Murena. Seine Schwester Terentia heiratete den mächtigen Gaius Maecenas, Berater von Augustus. 25 v. Chr. führte Aulus im Auftrag von Augustus eine Militärexpedition gegen die Salasser, einen Volksstamm in der heutigen Provinz Aostatal, durch. Diese bereiteten den Römern damals Probleme in der strategisch wichtigen Region des Grossen St. Bernhard. Er konnte die Salasser besiegen. Laut Strabon wurden sie massenhaft versklavt. Cassius Dio berichtet nur von der Versklavung derer im Militäralter für 20 Jahre.
24 v. Chr. gründete Murena im Zentrum des Salassergebietes eine Colonia Augusta Praetoria Salassorum (Aosta) mit 3000 Siedlern. Gemeinsam mit Augustus wurde er zum Konsul für das Jahr 23 v. Chr. gewählt. Er starb aber bereits bei Beginn seines Konsulats. Zu seinem Nachfolger wurde Gnaeus Calpurnius Piso gewählt. Kurz nach seinem Tod wurde sein Adoptivbruder Lucius Licinius Varro Murena beschuldigt, sich mit Fannius Caepio gegen Augustus verschworen zu haben.